# Софіївка (Золотоніський район)
Софі́ївка — село в Україні, в Золотоніському районі Черкаської області, входить до складу Піщанської сільської громади. Розташоване за 30 км на північний захід від районного центру — міста Золотоноша на трасі Київ—Дніпро. Населення — 643 чоловік, 234 садиби (на 2007 рік).

## Історія

Анотаційна дошка про село

Наприкінці XVIII століття шляхом на Катеринослав проїжджала Катерина II, за її бажанням за 2 км на північ від сучасної Софіївки було збудовано шинок, котрий слугував полустанком.
За 5 км на захід від Софіївки був розташований хутір Ломане. Землевласники довели його до розорення. Більшість людей переселилися в село Решітки, а окремі сім'ї оселилися в районі сучасної Софіївки. Хутір називався Іваненків. Селяни-кріпаки займалися землеробством і кустарним промислом на користь своїх поміщиків. Першими власниками землі, хутора й селян були пан Іваненко та його красуня-дружина Софія, від їх імен і пішли назви: спочатку — Іваненків хутір, а потім — Софіївка.
Селище було приписане до церкви Петропавлівської у Жорнокльо́вах
Селище є на мапі 1869 року.
У 1885 році село налічувало 80 дворів, у тому числі один козацький, 78 селянських та один міщанський.
Перед Першою світовою війною село налічувало 109 господарств, 649 мешканців. Було 5 вітряків, 3 кузні та майстерні. Перед Жовтневим переворотом 1917 року у селі нараховувалося понад 120 дворів. А в 1922 році кількість господарств збільшилася до 199 з 973 мешканцями. На 1926 рік населення Софіївки зросло до 1180 осіб. Але під час Голодомору 1933 року померло від голоду 827 софіївчан.

## Сучасність
Землі сучасного села входять до сусідньої потужної агрофірми «Маяк», у якій і працює певна кількість жителів. Але більшість софіївчан, завдяки зручному розташуванню на трасі, зайняті в торговельній галузі. Село має понад 30 торговельних об'єктів: ресторанів, кафе, таверн, барів, магазинів тощо. Працює три автозаправочні станції. У центрі села розташовано підприємство «Софіївське».
Працюють загальноосвітня школа, фельдшерсько-акушерський пункт, Будинок культури, сільська бібліотека.

## Населення

### Мова
Розподіл населення за рідною мовою за даними перепису 2001 року:
| Мова       | Кількість | Відсоток |
| ---------- | --------- | -------- |
| українська | 632       | 96.63%   |
| російська  | 22        | 3.37%    |
| Усього     | 654       | 100%     |

## Відомі люди
В селі народився Лисенко Микола Омелянович (* 1910 — † 18 січня 1943) — Герой Радянського Союзу;